# Maurice de Montfort
Pour les articles homonymes, voir Montfort.
Maurice de Montfort, né le 12 décembre 1750 à Arles (Provence), mort le 16 août 1828 à Arles (Bouches-du-Rhône), est un militaire français de la Révolution et de l’Empire.

## Biographie
Il entre en service le 31 mars 1765, en qualité d’aspirant à l’école d’artillerie de Grenoble, et il passe le 6 octobre 1767, à celle de Bapaume comme élève, d’où il sort le 23 mai 1768, pour le régiment d’artillerie de Strasbourg avec le grade de lieutenant en second.
Le 11 juillet 1768, il devient lieutenant en premier, capitaine en second le 3 juin 1779, et il est fait chevalier de Saint-Louis le 23 mars 1791. Il reçoit son brevet de capitaine commandant le 1er avril 1791, et il fait les campagnes de 1792 et 1793, à l’armée du Rhin. Il prend part au siège de Mayence, où il commande l’artillerie, à celui de Cassel, et aux affaires d’avant-postes qui ont lieu durant ces deux années.
Il est nommé chef de bataillon le 8 mars 1793, et le 19 mai suivant, il est promu chef de brigade par le conseil de guerre de la place de Mayence. Il est confirmé dans ce dernier grade le 26 août de la même année, et muté à Auxonne pour y prendre la direction de l’artillerie. Le poste étant occupé par le colonel Gros, nommé par les représentants du peuple, il est envoyé à Toulon pour y remplir les mêmes fonctions. 
Le 30 novembre 1793, il prend le commandement du 5e régiment d’artillerie à pied, et il fait les campagnes de l’an II à l’an VI, aux armées du Rhin, de la Vendée, et d’Italie. Il se distingue en l’an III, lors des attaques dirigées sous Vado, par le général autrichien de Wins, et à la bataille de Loano le 22 novembre 1795. En 1796 et 1797, il est chargé par le général Bonaparte, de plusieurs missions relatives à l’armement et à l’approvisionnement du matériel de l’armée, à l’attaque des places et à la défense de celles conquises sur l’ennemi.
Le 13 mars 1800, il est employé à la direction d’artillerie de Toulon, et le 20 avril 1802, à celle de Montpellier. Il est fait chevalier de la Légion d’honneur le 11 décembre 1803, officier de l’ordre le 14 juin 1804, et il est nommé membre du collège électoral du département des Bouches-du-Rhône en l’an XIII.
En 1806, il rejoint la direction de l’artillerie à Perpignan, et en mai 1809, il est désigné pour commander l’artillerie lors du siège de Gérone. Début 1810, il passe à la direction de l’artillerie à Grenoble, et en 1813, il est appelé à l’armée des Alpes, et de là, à Genève, où il est fait prisonnier en janvier 1814.
De retour en France, il est placé à Antibes le 15 février 1814, et il est admis à la retraite le 3 août de la même année.
Il meurt le 16 août 1828, à Arles.